# Uda (empereur)
Pour les articles homonymes, voir Uda.
L'empereur Uda (宇多天皇, Uda Tennō, 10 juin 867 – 3 septembre 931) était le cinquante-neuvième empereur du Japon, selon l'ordre traditionnel de la succession, et a régné du 17 septembre 887 au 4 août 897.

## Généalogie
Avant son avènement au Trône du chrysanthème, son nom personnel (son iminia) était Sadami-shinnō (定省親王).
Uda était le septième fils de l'empereur Kōkō et de la princesse Madarako, dont le grand-père était l'empereur Kammu.

## Biographie
Durant la jeunesse de Sadami, son père l'empereur Kōkō fait passer ses fils du statut de membres de la famille impériale à celui de simple sujet, dans le but de diminuer à la fois les dépenses de l'État et leur influence politique. Ainsi, Sadami reçoit le kabane de Minamoto ou Genji (ses descendants constituent la lignée Uda Genji), et reçoit donc le nom de Minamoto no Sadami. Plus tard, en 887, lorsque Kōkō doit désigner son successeur, Sadami reprend son rang de prince impérial avec le soutien du kampaku (régent) Fujiwara no Mototsune, parce que Sadami avait été adopté par une demi-sœur de Mototsune. Après la mort de son père en novembre de la même année, il monte sur le trône.
Au début de son règne, Mototsune garde la charge de kampaku, servant en tant que régent. Après la mort de ce dernier, Fujiwara no Tokihira et Sugawara no Michizane ont la faveur d'Uda. Sur le conseil de ce dernier, il supprime en 894 les ambassades officielles du Japon en Chine.
Pour échapper à l'influence des Fujiwara, il abdique en 897 en faveur de son fils aîné d'une femme Fujiwara, le prince Atsuhito, qui devient alors l'empereur Daigo, se fait religieux bouddhiste et se retire dans le temple Ninna-ji, qu'il avait fait construire. De là, il continue de régner en tant qu'empereur retiré, selon le système de l'insei. Il est le premier au Japon à gouverner selon ce système.
Uda mourut en 931 et fut enterré parmi les « sept tombeaux impériaux » au temple de Ryoan-ji à Kyoto. Le monticule qui commémore l'empereur Uda est aujourd'hui appelé « O-uchi-yama ». L'endroit de l'enterrement d'Uda aurait été tout à fait humble dans la période après que l'empereur soit mort. Ces tombeaux ont atteint leur état d'aujourd'hui après la restauration des sépulcres impériaux qui ont été commandés par l'empereur Meiji.

### Épouses et descendance
- Fujiwara no Inshi (Taneko), fille de Fujiwara no Takafuji et de Miyaji no Resshi ; épouse impériale (nyogo) en 887 ; morte en 896 ; titrée impératrice douairière en 897 ; dont il eut :
  - Prince Atsuhito, né en 885 (futur empereur Daigo)
  - Prince Atsuyoshi, né en 887 et mort en 930 ; marié à la princesse Kinshi (sa demi-sœur, morte en 910), et en 907 à Fujiwara Ise no Go (née en 877, fille de Fujiwara no Tsugukage, gouverneur d’Ise, morte en 940, dont il eut :
    - Princesse Nakatsukasa, née en 912 de Fujiwara Ise no Go ; mariée à Minamoto no Nobuakira, gouverneur de Mutsu en 961

  - Prince Atsukata, mort 927
  - Prince Atsumi, né en 893, mort en 967 ; marié à une fille de Fujiwara no Tokihira, avec qui il eut :
    - Minamoto no Masanobu, né en 920 ; sadaijin (ministre de la Gauche) en 978 ; mort en 993 ; marié à Fujiwara Bokushi, fille de Fujiwara no Asatada
    - Minamoto no Shigenobu, né en 922, sadaijin (ministre de la Gauche) en 994 ; mort en 995 ; marié à une fille du prince Takaakira et à une fille de Fujiwara no Morosuke

  - Princesse Jushi, morte en 959 ; princesse vestale d'Ise de 897 à 930

- Fujiwara no Onshi (Atsuko), née en 872, fille de Fujiwara no Mototsune ; entrée au palais en 887 ; épouse impériale (nyogo) ; morte en 907 ; dont il eut :
  - Princesse Kinshi, née en 890 et morte en 910 ; mariée au prince Atsuyoshi, son demi-frère, mort en 930

- Tachibana no Gishi (Yoshiko), fille de Tachibana no Hiromi ; dont il eut :
  - Prince Tokinaka, né en 885 et en mort 891
  - Prince Tokiyo, né en 886 et mort en 927 ; marié en 898 à une fille de Sugawara no Michizane
  - Prince Tokikuni
  - Princesse Kunshi, morte en 902 ; princesse vestale de Kamo de 893 à 902

- Tachibana no Fusako, morte en 893 ; épouse impériale (nyogo)

- Sugawara no Enshi (Hiroko), fille de Sugawara no Michizane ; épouse impériale (nyogo)

- Minamoto no Sadako, fille de Minamoto no Noboru ; dame du vestiaire (koi) ; mère de :
  - Princesse Ishi, née en 895 et morte en 936
- Princesse Norihime, fille du Prince Toyo ; dame du vestiaire (koi) ; mère de :
  - Princesse Fushi, morte en 958

- Fujiwara no Yasuko, fille de Fujiwara no Arizane ; dame du vestiaire (koi) ; mère de :
  - Princesse Kaishi, née vers 894 et morte en 953 ; mariée au Prince Motoyoshi, fils de l'empereur Yozei
  - Princesse Kishi, morte en 979

- Minamoto no Hisako, dame du vestiaire (koi)

- Fujiwara no Shizuko, dame du vestiaire (koi)

- Fujiwara Ise, née en 877 et morte en 940 ; fille de Fujiwara no Tsugikase (gouverneur d’Ise) ; dame de la cour ; remariée au prince Atsuyoshi, mort en 930
  - Prince, mort en bas âge

- Fujiwara no Hoshi, fille de Fujiwara no Tokihira et d’une fille de Minamoto no Noboru ; dame de la cour, dont il eut :
  - Prince Masaakira, né en 820 et mort en 829
  - Prince Noriakira
  - Prince Yukiakira, né en 926 et mort en 948

- d'autres épouses, dont il eut :
  - Prince Yukinaka
  - Princesse Seishi, morte en 978
  - Minamoto no Shinshi

### Kugyō (公卿)
Le Kugyō (公卿) est un nom collectif pour les hommes les plus respectés du kuge, les fonctionnaires les plus puissants à la cour impériale, les ministres les plus importants dans le daijō-kan.
Lors du règne d'Uda, il y eut des ministres comme : 
- Kampaku, Fujiwara no Mototsune　(藤原基経), 836-891[4] ;
- Daijō-daijin, Fujiwara no Mototsune　(藤原基経) ;
- Sadaijin, Minamoto no Tooru　(源融) ;
- Sadaijin, Fujiwara no Yoshiyo　(藤原良世) ;
- Udaijin, Minamoto no Masaru　(源多) ;
- Udaijin, Fujiwara no Yoshiyo　(藤原良世) ;
- Udaijin, Minamoto Yoshiari　(源能有).

## Écrits
Uda est l'auteur de deux ouvrages : le Kampyō Goyuikai, regroupant des préceptes de gouvernement, écrit à l'intention de son fils Daigo, et le Kampyō Gyoki (aussi appelé Uda Tennō Giyoki), ses mémoires, dont il ne reste aujourd'hui que des fragments.